# Eiskellerberge - Os bei Malchow
Eiskellerberge - Os bei Malchow este o arie protejată (arie specială de conservare — SAC, sit de importanță comunitară — SCI) din Germania întinsă pe o suprafață de 5,16 ha, integral pe uscat.

## Localizare
Centrul sitului Eiskellerberge - Os bei Malchow este situat la coordonatele 53°25′19″N 13°55′49″E / 53.4219°N 13.9303°E.

## Înființare
Situl Eiskellerberge - Os bei Malchow a fost declarat sit de importanță comunitară în septembrie 2000 pentru a proteja un număr necunoscut de specii din flora spontană și fauna sălbatică aflate în arealul zonei. Situl a fost protejat și ca arie specială de conservare în iunie 2004.

## Biodiversitate
Situată în ecoregiunea continentală, aria protejată conține 2 habitate naturale: Pajiști calcaroase din nisipuri xerice, Pajiști stepice subpanonice.
La baza desemnării sitului se află un număr nedeclarat de specii protejate.
Pe lângă speciile protejate, pe teritoriul sitului au mai fost identificate 4 specii de plante.